# Маслинасти павијан
Маслинасти павијан (лат. Papio anubis), такође познат под именом анубис, је припадник породице мајмуна Старог света (Cercopithecidae). То је најраширенија од пет врста павијана; насељава 25 држава Африке, од Малија и Етиопије до Танзаније и Мозамбика на југу. Издвојене популације се могу наћи на неким планинским подручјима Сахаре. Природна станишта обухватају саване, отворене травнате површине, као и шумска подручја.

## Распрострањеност
Маслинасти павијани насељавају појас од 25 афричких екваторијалних држава, с тим да се територија преклапа с територијом других врста павијана. На многим местима, резултат се испољава у мешаним расама између врста. На пример, у Етиопији постоји поприличан број хибрида између маслинастих и гривастих павијана (хамадрија). Такође је забележена мешаност између гвинејских и жутих павијана. Међутим, иако пријављене, међурасе нису детаљно изучаване.
Широм свог животног појаса, маслинасти павијани се могу пронаћи у различитим природним стаништима, укључујући саване и отворене равнице. Равнице, посебно оне близу шумовитих крајева, у великом делу испуњавају њихово станиште. Павијани такође обитавају у џунглама и пустињама. Прашуме у Уганди и Демократској Републици Конгу надморске висине до 4.500 метара представљају уточиште неким популацијама.

## Физичке особине
Ови павијани су добили име по свом маслинасто-зеленкастом крзну. Назив „анубис“ долази од имена староегипатског бога Анубиса који је често представљен са псећом главом и њушком, управо какву сличну имају и маслинасти павијани. Длака на лицу павијана је од тамносиве до црне боје. Обојеност је слична код оба пола, с тим да мужјаци поседују гриву са дугачким длакама која се пружа дуж леђа. Изузев гриве, мужјаци су и крупнији од женки - теже око 24 килограма и високи су 70 центиметара, док су женке висине до 60 центиметара и тежине од 14,7 килограма. Дужина репа износи од 38 до 58 cm.
Као и остали павијани, и маслинасти немају равно лице, већ дугачку, издужену, псећу брњицу. Управо с таквом њушком и четвороножним начином ходања, павијани изгледом подсећају на повећег пса. Реп је дугачак и стоји у усправном правцу до прве четвртине дужине, имајући изглед сломљеног репа. Као и сви усконоси мајмуни, и маслинасти павијани имају кесе на образима где складиште храну. Познати су по својој огољеној задњици која је изразито тамније боје.

## Исхрана
С обзиром да живе у различитим стаништима, маслинасти, као и уосталом сви павијани су се прилагодили сваштоједом начину исхране. Потражиће храну на што ширем подручју могу, једући заправо све што пронађу, укључујући разне врсте биљака, бескичмењака и мање кимењаке. Од биљака једу практично све њихове делове - лишће, траву, кору, семена, изданке, цвеће, корење, лишајеве и печурке. У сувљим регионима, храна укључује и инсекте, пауке и шкорпије.
Познато је да сви павијани лове омањи плен, од глодара и зечева до осталих сисара и мајмуна. Граница оваквог плена јесу мање врсте преживара, као што је томпсонова газела. Лов на ове газеле сачињава 33% од укупног лова маслинастих павијана. Лове обично у групама, где и мужјаци и женке учествују.

## Понашање и размножавање
Маслинасти павијани живе у чопорима од 15 до 150 јединки којима влада матријархат. Чопор сачињава неколико мужјака, велики број женки, као и њихова младунчад. Као и код осталих примата, попут горила и шимпанза, постоји сложена друштвена хијерархија. Сваки павијан има одређен положај у чопору. Доминантност женки је наследна, тако да ћерке имају скоро исти положај као своје мајке. Мужјаци, пак, морају да придобију свој статус. То испољавају у окршајима са другим мужјацима које ће покушати да доведу у покорност.
Бољи приступ парењу и проналажењу хране припада оним мајмунима са вишим чином у чопору, тако да су свађе и туче честе међу млађим мужјацима који стално желе да придобију виши положај. Пошто женке остају у истом чопору целог живота, а мужјаки се константно селе, често се нађе нови мужјак који ће покушати да заузме своје место у новом чопору. Обично старији мужјаци, којима опадне друштвени хијерархијски статус ће се преселити у нови чопор.
Женке су сексуално зреле са 7 до 8, а мужјаци са 7 до 10 година. Почетак овулације је сигнал мужјацима да су спремне за парење. Током ове фазе, женкама кожа око задњице натекне и поцрвени јарком црвеном бојом. Због отока се женке теже крећу и бивају подложније разним заразама и болестима. Доминантнији мужјаци имају веће шансе за парење из простог разлога што су јачи и успевају да задрже оне млађе подаље од женки.